# Academia Olimpică Română
Academia Olimpică Română (AOR) este o unitate aflată în subordinea Comitetului Olimpic și Sportiv Român (COSR), fără personalitate juridică. Este organizată și funcționează în baza statutului COSR și celui propriu elaborate în conformitate cu prevederile și principiile Cartei Olimpice, precum și a dispozițiilor legislației naționale. AOR are un caracter social, educativ-cultural-sportiv, umanitar, non-profit, apolitic si non-confesional.

## Misiune
Principalele obiective al Academiei Olimpice Române sunt următoarele: 
- afirmarea, dezvoltarea și promovarea pe toate planurile ideile generoase ale olimpismului, spiritul și principiile olimpice în activitatea sportivă din România;
- studierea aspectelor istorice, culturale, etice și sociale ale Mișcării Olimpice naționale și mondiale, precum și cele referitoare la Jocurile Olimpice;
- diseminarea spiritului de fair-play, acționarea împotriva tuturor formelor de discriminare și violență în sport, precum și împotriva utilizării substanțelor și procedurilor interzise de Codul Mondial Anti-Doping;
- sprijină activitatea instituțiilor consacrate educației olimpice și programele culturale în relație cu Mișcarea Olimpică, stimulând activitatea de studiu și cercetare, precum și cea de creație artistică și literară cu tematică olimpică.